# Plattenkamera

Eine überdimensionale Plattenkamera (1866)

Plattenkamera von Richard Wittmann, Dresden (1880er Jahre)

Eine Plattenkamera ist ein fotografisches Aufnahmegerät für Fotoplatten, die ursprünglich Glas als Trägermaterial der lichtempfindlichen Schicht verwendeten. Die Verwendung von Plattenkameras war typisch für die Frühzeit der Fotografie.
Anfangs mussten die Platten bei Außenaufnahmen an Ort und Stelle in einem lichtdichten Zelt mit dem lichtempfindlichen Material beschichtet, sogleich im nassen Zustand belichtet und sofort darauf entwickelt werden (siehe Kollodium-Nassplatte). Mit einem weiterentwickelten Verfahren (Gelatine-Trockenplatte) konnte das trocken erfolgen, was die erforderliche Ausrüstung wesentlich reduzierte. Dennoch war das Gewicht der Glasplatten immer noch beträchtlich, zudem waren sie materialbedingt zerbrechlich. Diese Probleme wurden erst durch die Verwendung von Planfilm (Schichtträger aus Zelluloid, später Acetat) behoben.
Ein großer Vorteil der Negative in den Formaten 9 cm × 12 cm und 13 cm × 18 cm bestand im Gegensatz zu den modernen und kleineren Filmformaten darin, dass gestochen scharfe Kontaktabzüge auf Fotopapier als Endprodukte angefertigt werden konnten. Das Negativ war groß genug für einen gewünschten Abzug. Für großformatige Gebirgsaufnahmen wurden riesige Kameras gebaut, die von mehreren Personen an den betreffenden Ort getragen werden mussten. Dies änderte sich durch die Erfindung des Gradationswandelpapiers.
Auch heutige Großformatkameras für Planfilm-, Rollfilm- oder Sofortbildfilmkassetten und Rückteile zur digitalen Bildaufzeichnung werden oft fälschlich als Plattenkamera bezeichnet.